# Nhị Nguyệt Hà
Nhị Nguyệt Hà (二月河, Eryue He), tên thật là Lăng Giải Phóng (凌解放, Ling Jiefang) là một nhà văn Trung Quốc.
Ông là tác giả của bộ ba tiểu thuyết lịch sử nói về các vua Khang Hi, Ung Chính, Càn Long của nhà Thanh, từng được chuyển thể thành các bộ phim truyền hình nổi tiếng ở Cộng hòa Nhân dân Trung Hoa.
Nhị Nguyệt Hà từng được trao nhiều giải thưởng về văn học, trong đó có giải "Tiểu thuyết lịch sử xuất sắc nhất". Ông cũng là phó chủ tịch Hội nhà văn Hà Nam.

## Tác phẩm tiêu biểu
- Khang Hi Đại đế (1988), chuyển thể thành phim tryền hình Vương triều Khang Hi năm 2001
- Ung Chính Hoàng đế (1990), chuyển thể thành phim tryền hình Vương triều Ung Chính năm 1997
- Càn Long Hoàng đế (1994-96), chuyển thể thành Vương triều Càn Long năm 2002